# Husumkredsen
Husumkredsen var i 1971-2006 en opstillingskreds i Østre Storkreds. Kredsen blev nedlagt i 2007. Husumkredsens område indgår herefter i Brønshøjkredsen i Københavns Storkreds.
Den 8. februar 2005 var der 21.490 stemmeberettigede vælgere i kredsen.
Kredsen rummer flg. kommuner og valgsteder:
1. Københavns Kommune
  1. Husum
  2. Nord
  3. Vest
  4. Øst